# Tikisuchus
Tikisuchus is een geslacht van uitgestorven rauisuchide Archosauromorpha. Het is bekend uit de Tiki-formatie uit het Laat-Trias van het Shahdol-district van centraal India en was de eerste rauisuchiër die in Azië werd gevonden. De overblijfselen zijn afkomstig uit het Carnien. De typesoort is Tikisuchus romeri. De geslachtsnaam verwijst naar de formatie welke weer vernoemd is naar het dorp Tiki. De soortaanduiding is benoemd naar de Amerikaanse paleontoloog Alfred Romer. Romer was aanwezig op de vindplaats Tiki tijdens de opgraving van het fossiel, maar overleed vóór de beschrijving van het geslacht in 1987. Tikisuchus is alleen bekend van het enige exemplaar ISI R 305, dat bestaat uit de schedel en enkele postcraniale elementen van een juveniel individu.

## Beschrijving
In vergelijking met andere rausuchiërs was de schedel van Tikisuchus erg groot. De lengte van de schedel, zo'n dertig centimeter, is ongeveer veertig procent van de lengte van het presacrale gebied tussen het hoofd en het heiligbeen. De lichaamslengte was dus ongeveer twee meter. De schedel is diep, breed aan de achterkant met een smal rostrum. De tanden zijn groot, teruggebogen en gekarteld. Er staan elf tanden in het bovenkaaksbeen. Net als andere rauisuchiërs heeft het rijen osteodermen of benige schubben langs zijn rug. Er zijn twee rijen osteodermen. Elk osteoderm is rechthoekig van vorm en overlapt, of articuleert strak, met de anderen eromheen. Bij andere rauisuchiërs zijn de osteodermen bladvormig in plaats van rechthoekig.

## Paleobiologie
Veel andere tetrapoden werden samen gevonden met Tikisuchus, die een diverse paleofauna uit het Carnien vertegenwoordigen. Tetrapoden van de Tiki-vindplaats zijn Paleorhinus, de phytosauriër Metoposaurus, een lid van de Temnospondyli en de rhynchosauriër Paradapedon. De Tiki-fauna is vergelijkbaar met die van de Duitse Keuper.
Theropode dinosauriërs waren ook aanwezig in de Tiki-formatie. Zowel Tikisuchus als de theropoden waren grote landbewonende carnivoren en, omdat ze op dezelfde plaats waren gevonden, kwamen ze waarschijnlijk in nauw contact met elkaar. De vergelijkbare levensstijl van de twee carnivoren kan hebben geleid tot concurrentie om dezelfde voedselbronnen. Mogelijke prooien waren onder meer rhynchosauriërs, trilophosauriërs, dicynodonten en aetosauriërs. De auteurs van de oorspronkelijke beschrijving van Tikisuchus, Sankar Chatterjee en Pranab Majumdar, suggereerden dat de concurrentie tussen Tikisuchus en theropoden laag was vanwege de overvloedige voedselbronnen en gestabiliseerde ecologische interacties. Chatterjee en Majumdar dachten dat er een ecologisch evenwicht was tijdens het Carnien op basis van weinig verandering in de paleofauna van dat tijdperk. Ze beschouwden het paleoklimaat als warm met seizoensgebonden natte en droge seizoenen die bevorderlijk waren voor de groei van tropische bossen. Voor het einde van het Carnien beweerden de auteurs echter dat veel prooidieren uitstierven en de bosomgeving werd vervangen door een meer open omgeving. De beperkte middelen zouden de concurrentie tussen theropoden en rauisuchiërs zoals Tikisuchus hebben vergroot. Chatterjee en Majumdar beschouwden theropoden als behendige achtervolgingsroofdieren, terwijl rauisuchiërs werden beschouwd als langzame hinderlaagroofdieren. Daarom suggereerden ze dat theropoden, die meer geschikt waren om in een open omgeving te leven, aan het einde van het Trias de rauisuchiërs overtroffen om tegen het begin van het Jura de dominante grote landcarnivoren te worden. Recentere studies suggereren echter dat dinosauriërs pas dominantie kregen na het massale uitsterven in de Trias-Jura-overgang, opportunistisch gebruik makend van het wegvallen van de concurrentie door andere grote archosauriërs zoals rauisuchiërs.